# هيكتور نونيز (لاعب كرة قدم)
هيكتور نونيز (بالإسبانية: Héctor Núñez)‏ (8 مايو 1936 بمونتفيدو في الأوروغواي - 19 ديسمبر 2011 في إسبانيا) هو مدرب كرة قدم ولاعب كرة قدم أوروغواني في مركز الهجوم. شارك مع منتخب الأوروغواي لكرة القدم. أما مع النوادي، فقد لعب مع ريال مايوركا ونادي فالنسيا ونادي ليفانتي وناسيونال مونتيفيديو.

## وصلات خارجية
- هيكتور نونيز على موقع قاعدة بيانات كرة القدم.إي يو (الإنجليزية)
- هيكتور نونيز على موقع ناشيونال فوتبول تيمز (الإنجليزية)
- هيكتور نونيز على موقع عالم كرة القدم.نت (الإنجليزية)